# Древлянка (район Петрозаводска)
Древля́нка — район города Петрозаводска. Расположен в юго-западной части города на одноимённой горе.

## Общие сведения
Население Древлянки составляет около 60 000 человек, что делает её самым большим районом города и превышает численность населения любого районного города Республики Карелия. Застроенная площадь территории Древлянки — 110 гектаров. Общая площадь жилья района более 820 тысяч квадратных метров. В настоящее время район застроен преимущественно типовыми домами 75 серии.

## История
История Древлянки начинается с первой половины XVIII века, когда на Древлянских холмах были оборудованы заводские дачи — места для вырубок. Вырубки производились для нужд Петровского и Александровского заводов. Позднее, у подножья Древлянской горы была построена резиденция олонецкого генерал-губернатора Тимофея Тутолмина.
В 1828 году эта территория отошла Олонецкой епархии для строительства архиерейской загородной дачи. Территория архиерейской загородной дачи состояла из обширного участка земли с лесом, пашенными и сенокосными угодьями. В 1897 году на территории архиерейской дачи у дороги в село Машезеро была построена деревянная часовня.
После Октябрьской революции 1917 года, на землях бывшей архиерейской дачи, была создана сельскохозяйственная коммуна «Имени Ленина».
В 1930 году на Древлянской горе был построен лесотехникум, территория Древлянки расширилась. В 1950-х годах здесь были построены телецентр и республиканская больница. В 1985 году началось строительство современной Древлянки.
Связан с центром города напрямую через Гоголевский путепровод.

## СМИ
К концу 2021 года на Древлянке появился собственный новостной ресурс «Моя Древлянка», который представлен, как в интернет-формате в социальных сетях, так и в качестве периодического печатного издания. Газета «Моя Древлянка — сообщество жителей» выходит с периодичностью один раз в квартал и доставляется в почтовые ящики жителей района бесплатно[значимость факта?].

## Территориальное деление
Исторически территория Древлянки делится на несколько внутренних районов, которые, в свою очередь, состоят из микрорайонов и жилых комплексов.
- Древлянка-I
  - Микрорайон Древлянка-1
  - Микрорайон Древлянка-2
  - Микрорайон Древлянка-3
  - Микрорайон Древлянка-4
  - Коттеджный посёлок Дом-1
  - Жилой комплекс Северное Сияние
  - Жилой комплекс Олимп
- Древлянка-II
  - Микрорайон Древлянка-5
  - Микрорайон Древлянка-6
  - Микрорайон Древлянка-7
  - Микрорайон Древлянка-8
  - Микрорайон Древлянка-9
  - Древлянский общественный центр
- Древлянка-III
  - Микрорайон Древлянка-10
  - Жилой комплекс Древлянский Хутор
- Университетский городок
  - Жилой комплекс Снегири
  - Жилой комплекс Берёзовая Роща
  - Жилой комплекс Солнечный
  - Жилой комплекс Елисейский
  - Жилой комплекс Стронк
  - Жилой комплекс Орион
  - Студенческий городок
- Древлянская рекреационная зона
- Древлянский промузел
- Древлянские холмы
- Древлянская дача
  - Жилой комплекс Ассоль
  - Жилой комплекс Гранд
- Древлянская гора
- Посёлок Лесхоза

## Улицы и парки Древлянки
- 1-й проезд Академика Арсеньева
- 2-й проезд Академика Арсеньева
- Улица Академика Арсеньева
- Александровский проезд
- Апрельский проезд
- Берёзовая аллея
- Благодатная улица
- Боевой проезд
- Брусничный проезд
- Весенний проезд
- Военный проезд
- 1-й Военный проезд
- 2-й Военный проезд
- Вьюжный проезд
- Высотный парк
- Высотный проезд
- Денная улица
- Парк Денное Озеро
- Денный проезд
- 1-й Денный проезд
- 2-й Денный проезд
- 3-й Денный проезд
- 4-й Денный проезд
- 5-й Денный проезд
- 6-й Денный проезд
- 7-й Денный проезд
- 8-й Денный проезд
- 9-й Денный проезд
- 10-й Денный проезд
- 11-й Денный проезд
- 12-й Денный проезд
- Улица Древлянка
- Егерский проезд
- Парк Егерское Поле
- Жасминовая улица
- Жемчужный проезд
- Звёздный проезд
- Парк Зелёный Берег
- Зимний проезд
- Бульвар Интернационалистов
- Каменный проезд
- Кварцитный проезд
- Кленовая улица
- Крымский проезд
- Лесной проспект
- Летний проезд
- Улица Линевского
- Лососинское шоссе
- Лучистая улица
- 1-й Лучевой проезд
- 2-й Лучевой проезд
- 3-й Лучевой проезд
- 4-й Лучевой проезд
- 5-й Лучевой проезд
- 6-й Лучевой проезд
- 7-й Лучевой проезд
- 8-й Лучевой проезд
- Малиновый проезд
- Морошковый проезд
- Морозный проезд
- Парк Неглинский Берег
- Нигишламбский проезд
- Облачный проезд
- Оборонная улица
- Оружейный проезд
- Осенний проезд
- Отрадная улица
- Улица Паустовского
- Полигонный проезд
- Переулок Попова
- Улица Попова
- Пригородный парк
- Улица Раевского
- Улица Роберта Рождественского
- Парк Родник Лягушка
- Рудный проезд
- Рябиновая улица
- Севастопольский проезд
- Семейный парк
- Сиреневая улица
- Скандинавский проезд
- Смородиновый проезд
- Снежный проезд
- Солнечная улица
- Стрелковый проезд
- Сыктывкарская улица
- Угольный проезд
- Университетская улица
- 1-й Университетский проезд
- 2-й Университетский проезд
- 3-й Университетский проезд
- 4-й Университетский проезд
- Сквер Утиный Пруд
- Лесопарк Фонтаны
- Улица Хейкконена
- Черничный проезд
- Чистая улица

## Транспорт

###### Автобус
Древлянку обслуживает 10 автобусных маршрутов:
- № 4 «Финский проезд — Рабочая улица», соединяет район с Перевалкой, Центром и Соломенным[6];
- № 9 «Сулажгора — Кемская улица», соединяет район с Ключевой, Новой и Южной Кукковкой, Сулажгорой[7];
- № 12 «Финский проезд — ЖК Бульвар у родников», соединяет район с Перевалкой, Центром, Зарекой и Ключевой[8];
- № 14 «Финский проезд — Рабочая улица», соединяет район с Перевалкой, Центром и Соломенным[9];
- № 17 «Финский проезд — ЖК Бульвар у родников», соединяет район с Центром, Зарекой и Ключевой[10];
- № 19 "Финский проезд — ЗАО «Петрозаводскмаш», соединяет район с Южной Кукковкой, Голиковкой, Зарекой, Центром и Октябрьским[11];
- № 26 «Финский проезд — Кемская улица», соединяет район с Перевалкой, Центром, Зарекой, Голиковкой, Новой и Южной Кукковкой, Ключевой[12];
- № 27 «Чистая улица — Рабочая улица», соединяет район с Перевалкой, Центром, Первомайским и Соломенным[13];
- № 28 «Финский проезд — Рабочая улица», соединяет район с Перевалкой, Центром и Соломенным[14];
- № 30 «Лыжная улица — Ст. Томицы», соединяет район с Новой и Южной Кукковкой, Центром, Первомайским, Сулажгорой и посёлком Сулажгорского кирпичного завода[15].

###### Троллейбус
Древлянку обслуживает 3 троллейбусных маршрута:
- № 1 «Чистая улица — Кемская улица», соединяет район с Перевалкой, Центром, Зарекой и Ключевой[16];
- № 8 «Чистая улица — Заводская улица», соединяет район с Перевалкой, Центром и Первомайским[17].
- № 7 «Чистая улица — улица Корабелов»